# 11781 Алексробертс
11781 Алексробертс (1966 PL, 1994 CL10, 1998 HU139, 11781 Alexroberts) — астероїд головного поясу.
Тіссеранів параметр щодо Юпітера — 3,531.